# Nino Wyss
Pour les articles homonymes, voir Wyss.
Nino Wyss est un défenseur international suisse de rink hockey né le 20 octobre 1997. En 2016, il évolue dans le club suisse de Diessbach.

## Palmarès
En 2016, il participe au championnat d'Europe.